# Rhabdatomis coroides
Rhabdatomis coroides är en fjärilsart som beskrevs av William Schaus 1911. Rhabdatomis coroides ingår i släktet Rhabdatomis och familjen björnspinnare. Inga underarter finns listade.